# Институт нефтехимического синтеза имени А. В. Топчиева РАН
Институ́т нефтехими́ческого си́нтеза им. А. В. Топчиева РАН (ИНХС РАН) — российское многопрофильное научное учреждение, основным направлением исследований которого является нефтепереработка. Главное здание института находится в Москве по адресу: Ленинский проспект, д. 29.

## История
Институт образован в 1934 году в системе Академии наук СССР на базе сапропелиевого отдела Комиссии по изучению естественных производительных сил России (КЕПС) и носил первоначальное название Институт горючих ископаемых. С 1941 по 1943 год — эвакуация в Казани. С 1958 года преобразован в Институт нефтехимического синтеза АН СССР.

## Директоры
- акад. И. М. Губкин (1934—1939)

Институт нефти АН СССР
- член-корр. АН СССР Н. С. Намёткин (1948—1950)
- д.э.н. Н. И. Титков (1951—1958)

Институт нефтехимического синтеза
- акад. А. В. Топчиев (1958—1962)
- член-корр. АН СССР Н. С. Намёткин (1963—1984)
- акад. Н. А. Платэ (1985—2007)
- акад. С. Н. Хаджиев (2008—2017)
- д.х.н. А. Л. Максимов (с 2017, и. о., с февраля 2018 года — директор)